# Tükrös rozsdafarkú
A tükrös rozsdafarkú (Phoenicurus auroreus) a madarak osztályának a verébalakúak (Passeriformes) rendjéhez és a  légykapófélék (Muscicapidae) családjához tartozó faj.

## Rendszerezése
A fajt Peter Simon Pallas német zoológus írta le 1776-ban, a Motacilla nembe Motacilla aurorea néven.

## Alfajai
- Phoenicurus auroreus auroreus (Pallas, 1776)
- Phoenicurus auroreus leucopterus Blyth, 1843[2]

## Előfordulása
Bhután, Kína, India, Japán, Dél-Korea, Észak-Korea, Laosz, Mongólia, Mianmar, Oroszország, Tajvan, Thaiföld és Vietnám területén honos. Természetes élőhelyei a mérsékelt övi erdők és cserjések, valamint vidéki kertek. Vonuló faj.

## Megjelenése
Testhossza 14–15 centiméter, testtömege 11–20 gramm. A nemek tollazata különbözik.
|  |  |

## Életmódja
Rovarokkal, bogyókkal és magvakkal táplálkozik.

## Természetvédelmi helyzete
Az elterjedési területe nagyon nagy, egyedszáma pedig stabil. A Természetvédelmi Világszövetség Vörös listáján nem fenyegetett fajként szerepel.